# Erast Fandorin
Erast Petrovici Fandorin (în rusă Эраст Петрович Фандорин) este un detectiv rus fictiv din secolul al XIX-lea și eroul unei serii de romane polițiste istorice rusești de Boris Akunin.
Primul roman cu Fandorin (Azazel, în rusă: Азазель) a fost publicat în Rusia în 1998, iar cel mai recent și ultimul a apărut în 2023 (Groapa, în rusă: Яма). Până în mai 2006, au fost vândute peste 15 milioane de exemplare ale romanelor cu Fandorin, chiar dacă romanele erau disponibile gratuit pe multe site-uri web rusești, iar copiile tipărite pe hârtie erau relativ scumpe după standardelor rusești. Cărțile noi din seria Fandorin se vând de obicei în peste 200.000 de exemplare numai în prima săptămână, cu o primă ediție de neegalat (pentru romanele de mister) de 50.000 de exemplare pentru primele cărți până la 500.000 de exemplare pentru ultima.
Traducerile în limba engleză ale romanelor au fost apreciate de critici, printre altele, de Ruth Rendell⁠(d).

## Context
În Uniunea Sovietică, romanele polițiste s-au bucurat de popularitate. Deși au fost văzute ca un „gen scăzut” de către oficialii comuniști, atât romanele locale (de Igor Vainer și Iulian Semenov), cât și romanele polițiste străine au fost întotdeauna foarte râvnite.
După prăbușirea Uniunii Sovietice, au fost publicate multe romane polițiste de slabă calitate cu mult sânge și sex. Soția lui Akunin, ca mulți alți ruși, a început să citească cu plăcere acest gen de literatură. Cu toate acestea, nu a vrut să fie văzută citind astfel de romane și le-a împachetat mereu în hârtie maro pentru a împiedica oamenii să vadă ceea ce citea. Acest lucru l-a inspirat pe Akunin să creeze un roman polițist de care nimănui nu i-ar fi rușine să-l citească, o combinație între literatura lui Lev Tolstoi și Fiodor Dostoievski și pulpa romanelor polițiste ruse moderne.
Și-a propus să scrie un ciclu despre Fandorin cu o explorare a fiecărui subgen al romanului polițist, de la spioni la ucigași în serie. În plus, a vrut să abordeze diferite tipuri de caractere umane în cărțile sale. Deoarece Akunin a identificat șaisprezece subgenuri de romane polițiste, precum și șaisprezece tipuri de personaje, romanele din seria Erast Fandorin au fost în cele din urmă în număr de șaisprezece, iar romanul final, Nu spune la revedere, a fost publicat în 2018. Seria se numește Новый детективъ (Detectiv nou sau Mister nou).
Akunin a folosit multe decoruri istorice pentru romanele sale. El folosește războiul dintre Imperiul Rus și Imperiul Otoman ca fundal pentru romanul Gambit turcesc; moartea „generalului alb” Mihail Skobelev (ca „Mikhail Sobolev”) în Moartea lui Ahile și încoronarea țarului Nicolae al II-lea și dezastrul de pe câmpia Hodinka în Încoronare sau Ultimul Romanov. Akunin folosește lacunele din cunoașterea acestor istorii pentru a crea o atmosferă pentru romanele sale de mister la care cititorii se pot raporta.